# Список послов Франции в Алжире
Ниже приводится список послов Франции в Алжире со времени обретения Алжиром независимости в 1962 году. Все эти дипломаты имеют звание посла, Верховного представителя.
| Начало срока    | Посол                       |
| --------------- | --------------------------- |
| 5 июля 1962     | Жан-Марсель Джаннени        |
| 18 января 1963  | Жорж Горс                   |
| 17 мая 1967     | Брюно Де Лёсс де Сион       |
| 16 ноября 1968  | Жан Басдевант               |
| 15 ноября 1971  | Жан-Сату                    |
| 14 апреля 1975  | Гай де Комминес де Марсилли |
| 27 августа 1975 | Жан-Мари Мерийон            |
| 23 декабря 1981 | Гай Джорджи                 |
| 11 января 1984  | Франсуа Шер                 |
| 25 февраля 1986 | Бернард Бохет               |
| 22 декабря 1988 | Жан Аудибер                 |
| 5 августа 1992  | Бернард Кесседжян           |
| 29 декабря 1994 | Мишель Левок                |
| 29 июля 1997    | Альфред Сиффер-Гайярден     |
| 10 апреля 2000  | Юбер Колен де Вердьер       |
| 10 августа 2002 | Дэниел Бернард              |
| 27 июня 2004    | Юбер Колен де Вердьер       |
| 12 ноября 2007  | Бернар Бажоле               |
| 21 августа 2008 | Ксавье Дриенкур             |
| 4 мая 2012      | Андре Парант                |